# Maki Nishiyama
Maki Nishiyama (西山 茉希 Nishiyama Maki?,  Nagaoka, Prefectura de Niigata, 16 de noviembre de 1985) es una actriz y modelo japonesa, afiliada a Grick. Es mayormente conocida por su trabajo como modelo para la revista de moda, CanCam.

## Carrera
En 2005, Nishiyama comenzó su carrera como modelo trabajando para la revista de moda CanCam bajo, bajo un contrato exclusivo. También ha aparecido en anuncios de televisión para varias compañías, desde Nivea-Kao en 2006 hasta McDonald's Japan en 2009. En 2010, apareció en el drama de televisión Tsuki no koibito e interpretó a Nabiki Tendo en el especial de imagen real de Ranma ½, estrenado en diciembre de 2011.

## Vida personal
Nishiyama contrajo matrimonio con el también actor Taichi Saotome en 2013. Su primera hija nació en 2013 y su segundo hijo en 2016. La pareja se divorció en 2019. Su cuñado, Yūki Saotome, también es actor.

## Filmografía

### Televisión
- Vision ~ Koroshi ga Mieru Onna (NTV, 2012), cameo episodio 7
- Ranma ½ (NTV, 2011)
- Mitsu no Aji ~A Taste Of Honey~ (Fuji TV, 2011)
- Rebound (NTV, 2011)
- Kenji・Onijima Heihachiro (TV Asahi, 2010)
- Honto ni Atta Kowai Hanashi (Fuji TV, 2010)
- Tsuki no Koibito (Fuji TV, 2010)

### Películas
- Dolphin Blue (2007)
- Humming Life (2007)
- 7 gatsu 24 ka dôri no Kurisumasu (2006)